# James W.W. Birch
James Wheeler Woodford Birch, född 1826, död 1875, var en brittisk ämbetsman. Han var brittisk resident i nuvarande Malaysia 1874-1875.
Attentatet på honom 1875 utlöste Perakkriget mellan Perak och den brittiska kolonialmakten 1875-1876.